# Aleh Sakadyniec
Aleh Sciapanawicz Sakadyniec (biał. Алег Сцяпанавіч Сакадынец, ros. Олег Степанович Сакадынец, Oleg Stiepanowicz Sakadyniec; ur. 7 listopada 1951 w Borkach w rejonie kirowskim) – białoruski lekarz i polityk, w latach 2008–2012 deputowany do Izby Reprezentantów Zgromadzenia Narodowego Republiki Białorusi IV kadencji.

## Życiorys
Urodził się 7 listopada 1951 roku we wsi Borki, w rejonie kirowskim obwodu bobrujskiego Białoruskiej SRR, ZSRR. Ukończył Mohylewską Szkołę Medyczną i Miński Państwowy Instytut Medyczny, uzyskując wykształcenie lekarza. Posiada wyższą kategorię kwalifikacyjną lekarza psychiatry i lekarza organizatora ochrony zdrowia. Po ukończeniu szkoły odbył służbę wojskową w szeregach Armii Radzieckiej. Po studiach pracował jako lekarz internista, lekarz psychiatra, kierownik oddziału, zastępca lekarza głównego Mohylewskiego Obwodowego Szpitala Psychiatrycznego, pierwszy zastępca kierownika Urzędu Ochrony Zdrowia Mohylewskiego Obwodowego Komitetu Wykonawczego.
W 2004 roku został deputowanym do Izby Reprezentantów Zgromadzenia Narodowego Republiki Białorusi III kadencji z Bychowskiego Okręgu Wyborczego Nr 66. Wchodził w niej w skład Stałej Komisji ds. Ochrony Zdrowia, Kultury Fizycznej, Rodziny i Młodzieży. 27 października 2008 roku został deputowanym do Izby Reprezentantów IV kadencji z Bychowskiego Okręgu Wyborczego Nr 82. Pełnił w niej funkcję zastępcy przewodniczącego tej samej komisji. Od 13 listopada 2008 roku był członkiem Narodowej Grupy Republiki Białorusi w Unii Międzyparlamentarnej.

## Odznaczenia
- Medal „Za Zasługi w Pracy” (6 grudnia 2011) – za owocną działalność państwową i społeczną deputowanych Izby Reprezentantów Zgromadzenia Narodowego Republiki Białorusi czwartej kadencji, znaczny wkład w rozwój prawodawstwa i parlamentaryzmu[5];
- Medal Jubileuszowy „90 Lat Sił Zbrojnych Republiki Białorusi”;
- Gramota Pochwalna Zgromadzenia Narodowego Republiki Białorusi;
- Tytuł Honorowego Członka Stowarzyszenia Psychoterapeutów Republiki Białorusi[1].

## Życie prywatne
Aleh Sakadyniec jest żonaty, ma dwóch synów.